# جو د سانتیس
جو د سانتیس (انگلیسی: Joe De Santis; ۱۵ ژوئن ۱۹۰۹ – ۳۰ اوت ۱۹۸۹) هنرمند رادیو و تلویزیون اهل ایالات متحده آمریکا بود. وی بین سال‌های ۱۹۳۳ تا ۱۹۷۷ میلادی فعالیت می‌کرد.
از فیلم‌ها یا برنامه‌های تلویزیونی که وی در آن نقش داشته‌است می‌توان به مادام ایکس، حرفهایها، آخرین شکار، برادری، می‌خواهم زنده بمانم!، حد مکانی، آمریکا، آبی، مردی با ردا، آل کاپون، و جین ایگلز اشاره کرد.